# Setaria kagerensis
Setaria kagerensis är en gräsart som beskrevs av Carl Christian Mez. Setaria kagerensis ingår i släktet kolvhirser, och familjen gräs. Inga underarter finns listade i Catalogue of Life.